# Rtv (Zeitschrift)
rtv (Radio Television) war eine wöchentliche, deutschen Tageszeitungen beiliegende Fernsehzeitschrift. Das Heft erschien von 1961 bis 2023 im Deutschen Supplement Verlag, Nürnberg, der sich 2009 mit seinem Tochterunternehmen TV Information Services zur rtv media group zusammengeschlossen hatte. rtv wurde in wöchentlich rund 8,5 Millionen Exemplaren rund 200 Zeitungen als Supplement beigelegt. Das Magazin stand damit hinter der ADAC motorwelt und der Apotheken Umschau auf Rang drei unter den von der IVW in Deutschland erfassten Druckerzeugnissen. Unter den wöchentlich erscheinenden Titeln nahm es den ersten Platz ein. Chefredakteur der rtv war zuletzt Andreas Herden. Ende 2023 wurde die Zeitschrift mit Heft 52/2023 und dem Fernsehprogramm-Zeitraum 30. Dezember 2023 bis 5. Januar 2024 eingestellt. Das Logo mit dem Untertitel »Wissen, was läuft« wurde bei dieser letzten Ausgabe in »Wir wussten, was läuft« geändert.

## Geschichte
Während seiner Lehrjahre in den USA lernte Hannsheinz Porst, Juniorchef des Versandhauses Photo Porst, verschiedene TV- und Radio-Supplements kennen. Nach seiner Rückkehr lotete er die Chancen des Konzepts für den deutschen Markt aus und entschloss sich, eine TV- und Radiobeilage ins Leben zu rufen. Als Branchenfremder stieß er jedoch auf Skepsis, zumal viele Verleger zu Beginn der sechziger Jahre keinen Sinn darin sahen, das Programm des aufstrebenden Konkurrenzmediums Fernsehen in einer derart prominenten Form abzubilden. Schließlich konnte Porst vier regionale Zeitungsverlage von der Nachhaltigkeit seiner Idee überzeugen: 1961 erschien die erste Ausgabe der rtw (Radio-Television-Wochenbeilage) in einer noch recht bescheidenen Auflage von etwas mehr als 100.000 Exemplaren.
Im selben Jahr schlossen sich die herausgebenden Verlage der rtw in der Verlegerinteressengemeinschaft VIG zusammen, die bis heute existiert. 1965 wurde die rtw in rtv (Radio und Television) umbenannt. 1990 erschien die erste Ausgabe der rtv in Ostdeutschland.
Ab der Ausgabe 19/2004 übernahm die rtv den Auftragsbereich der im selben Jahr eingestellten IWZ, die 1973 als Illustrierte Wochenzeitung der Zeitungsgruppe Stuttgart gegründet worden war und bis dahin zahlreichen Tageszeitungen im südwestdeutschen Raum als wöchentliches Programmsupplement beigelegen hatte.
Im Dezember 2023 erschien die letzte Ausgabe, die Publikation wurde eingestellt.

## Chefredaktion
- Dieter Klink  von 1996 bis 2006[4]
- Matthias Roth von 2006 bis Oktober 2023[5][6]
- Andreas Herden von Oktober bis Dezember 2023 (letzter Chefredakteur)

## Aktionen
- Miss 50plus Germany: Der Schönheitswettbewerb für Frauen ab 50 Jahren wurde seit 2012 von der Miss Germany Corporation und rtv organisiert.
- Coolste Kommissarin / Coolster Kommissar
  - Rhea Harder-Vennewald erste Preisträgerin
- rtv-Literaturpreis
  - Gisa Pauly, Sylt-Krimi
- Backbuch (Achtzig gute Backrezepte)

## Beilage in folgenden Zeitungen
2009 erschien die wöchentliche Programmzeitschrift als Beilage in über 200 Tageszeitungen und in einer Auflage von über neun Millionen Exemplaren.
rtv erschien als Beilage in den Zeitungen folgender Verlagshäuser, das Motto auf der rtv war deshalb auch „Das Fernsehmagazin Ihrer Zeitung“:
- Verlagsgruppe Rhein Main (unter anderem: Allgemeine Zeitung (Mainz), Wiesbadener Kurier)
- Verlag Nürnberger Presse (unter anderem Nürnberger Nachrichten)
- Münchener Zeitungs-Verlag (Münchner Merkur)
- Sächsische Zeitung (DDV Mediengruppe)
- Freie Presse (Medien Union GmbH)
- Stern (als stern tv magazin)[7]

Die meisten Zeitungen legen seit 2024 das ähnliche prisma als Fernsehzeitschrift ihren Ausgaben bei.